# Mechelse spade

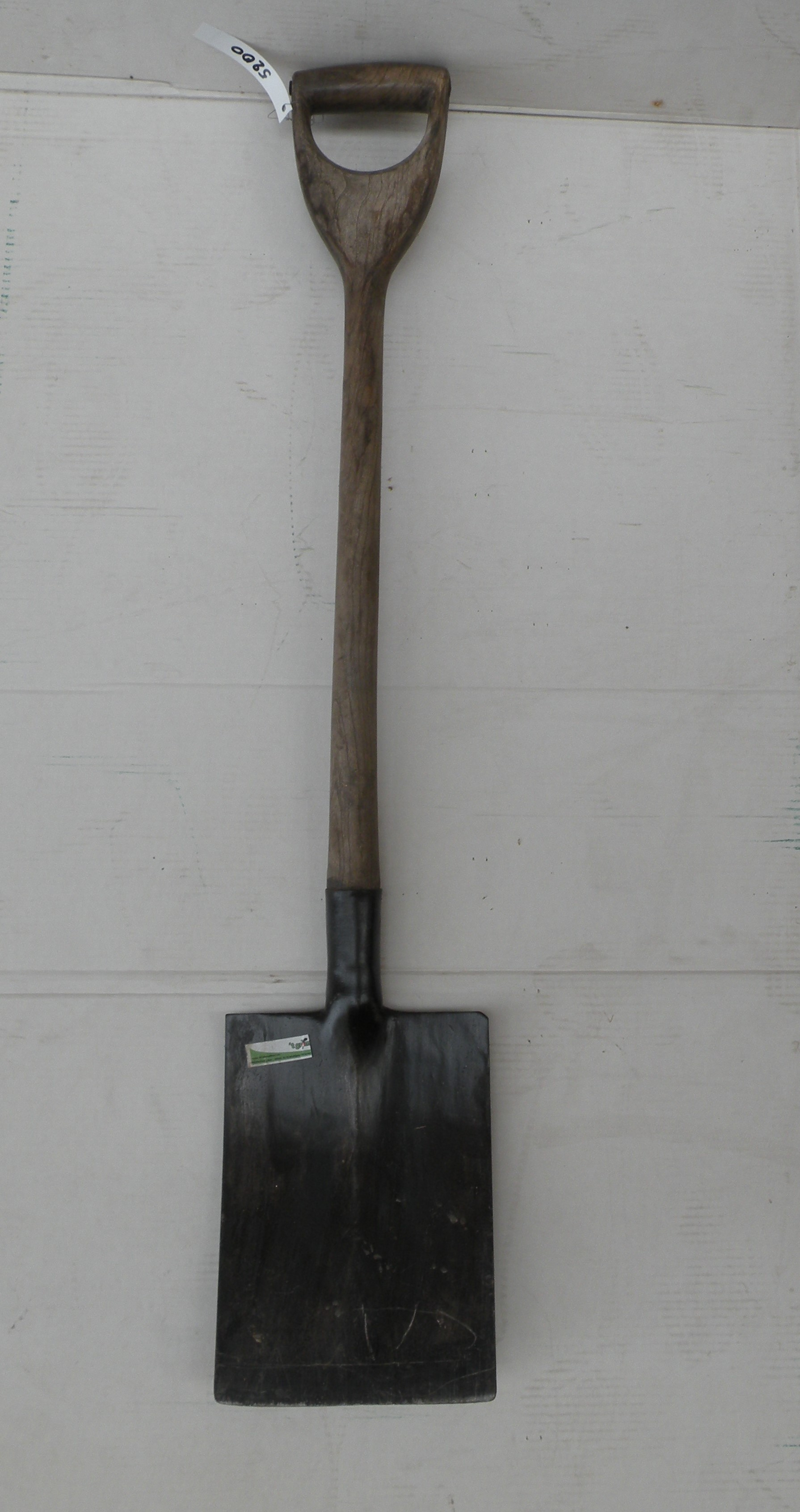
Mechelse spade, ofwel "schup"

De Mechelse spade of delfspade is een schep die karakteristiek is voor de Belgische stad Mechelen en omstreken. De schep wordt gebruikt om te spitten (lossteken en omkeren van grond) en om te graven.
In de Mechelse omgeving spreekt men van "(Mechelse) schup", die niet verward dient te worden met de schop (troefel). Deze wordt namelijk gebruikt wordt voor het opscheppen van grond.

## Beschrijving
De Mechelse spade is een schep met een rechthoekig, licht gebogen ijzeren blad van 28 cm lang en 20 cm breed. Deze afmetingen zijn typisch voor deze streek. In regio's met zwaardere grond is het blad van de spade en de schop namelijk minder breed.
Het blad is met het steelhuis verbonden met een relatief korte houten steel van essenhout die met 74 cm ongeveer tot de middel van de gebruiker reikt. Het is zo kort omdat men traditioneel in de Mechelse beddencultuur in de voor stond om te spitten in de gewente.
De steel heeft een handvat in de vorm van een liggende D (D-kruk). De T-kruk wordt veel minder gebruikt in het Mechelse.
De totale lengte van de Mechelse spade is 102 cm.

Het huis of steelhuis

Het huis of steelhuis is het metalen deel waar de steel in de spade vast zit. Elders gebruikt men de woorden dil of slot. De twee ijzerflappen, die de smid uitsmeedde, zijn duidelijk te zien. Ze zijn hier niet samengesmeed, wel samengelast. Soms sloeg de gebruiker van de spade er na een tijd, wanneer de steel wat los kwam te zitten, er een of enkele nagels in. De lengte van het huis is 8.4 cm.

## Historische achtergrond
Deze spade die naar de stad Mechelen is vernoemd kwam vooral voor in een regio die reikte van Mechelen tot Antwerpen en van Klein-Brabant in het westen tot Herentals in het oosten. Het werd ook veel gebruikt in de Vlaamse Polders en Limburg.
In de Mechelse regio zelf is de benaming “Mechelse schup” echter minder bekend. De reden is vermoedelijk te vinden in het feit dat daar in het verleden alle grond algeheel met de schup gespit werd. Pas toen tegen het einde van de 19e eeuw de tuinbouw in de Mechelse groentestreek zich begon te ontwikkelen werd de grond meer met paard en ploeg bewerkt en verving dit het spitten omdat de opeenvolgende ploegsneden in de beddencultuur dezelfde vorm hadden als die bij het spitten werd verkregen.